# Longxian Chengguanzhen (häradshuvudort i Kina, Shaanxi, lat 34,91, long 106,85)
Longxian Chengguanzhen (kinesiska: 陇县城关镇, 陇县) är en häradshuvudort i Kina. Den ligger i provinsen Shaanxi, i den nordvästra delen av landet, omkring 200 kilometer väster om provinshuvudstaden Xi'an. Antalet invånare är 248 901. Befolkningen består av 119 226 kvinnor och 129 675 män. Barn under 15 år utgör 18,0 %, vuxna 15-64 år 74 %, och äldre över 65 år 6,0 %.
Runt Longxian Chengguanzhen är det ganska tätbefolkat, med 100 invånare per kvadratkilometer. Det finns inga andra samhällen i närheten. Trakten runt Longxian Chengguanzhen består till största delen av jordbruksmark.
Genomsnittlig årsnederbörd är 689 millimeter. Den regnigaste månaden är september, med i genomsnitt 149 mm nederbörd, och den torraste är december, med 3 mm nederbörd.